# Gennaro Granito Pignatelli di Belmonte
Gennaro Granito Pignatelli di Belmonte (Napels, 10 april 1851 – Vaticaanstad, 16 februari 1948) was een Italiaans geestelijke en kardinaal van de Rooms-Katholieke Kerk.

## Levensloop
Granito was de zoon van Angelo Granito, markies van Castellabate en Paolina Francesca Pignatelli e Aymerich, prinses van Belmonte. Hij behoorde tot het adellijk huis Pignatelli. Hij bezocht het Collegio Mondragone in Napels en promoveerde eveneens in Napels in de theologie. Hij werd op 7 juni 1879 priester gewijd. Tot 1886 was hij persoonlijk secretaris van de kardinaal-aartsbisschop van Napels, Guglielmo Sanfelice D'Acquavella. In 1884 werd hij pauselijk huisprelaat. Tussen 1886 en 1891 was hij hoofdredacteur van het Napolitaanse dagblad La Libertá Cattolica. Van 1893 tot 1899 was hij als verbonden aan de apostolische nuntiatuur in Parijs.
Paus Leo XIII benoemde hem in 1899 tot titulair aartsbisschop van Edessa en tot apostolisch nuntius in België. Hij ontving zijn bisschopswijding uit handen van kardinaal-staatssecretaris Mariano Rampolla del Tindaro. In 1901 was hij speciaal pauselijk gezant bij de begrafenis van koningin Victoria van het Verenigd Koninkrijk. Hij werd in 1904 nuntius in Oostenrijk-Hongarije en nam in 1911 ontslag uit de diplomatieke dienst van de Heilige Stoel, na in Oostenrijk te zijn geëerd met het grootkruis in de Orde van de Heilige Stefanus. In datzelfde jaar woonde hij, namens de paus, de kroning bij van koning George V van het Verenigd Koninkrijk.
Paus Pius X creëerde hem kardinaal in het consistorie van 27 november 1911. De Santa Maria degli Angeli werd zijn titelkerk. Hij nam deel aan het conclaaf van 1914 dat leidde tot de verkiezing van paus Benedictus XV en werd datzelfde jaar kardinaal-bisschop van het suburbicair bisdom Albano. In 1916 werd hij camerlengo van het College van Kardinalen. Kardinaal Granito nam deel aan het conclaaf van 1922 waarbij paus Pius XI werd gekozen. Hij werd in 1929 deken van het College van Kardinalen en -ambtshalve- kardinaal-bisschop van Ostia. In 1930 werd hij benoemd tot prefect van de H. Congregatie voor de Ceremonieën, ofwel pauselijk ceremoniemeester. Van 1937 tot zijn dood was hij grootprior van de Soevereine Militaire Hospitaal Orde van Sint Jan van Jeruzalem, van Rhodos en van Malta.
De kardinaal overleed op 96-jarige leeftijd. Zijn lichaam werd bijgezet op Campo Verano.
- Bibliothèque nationale de France: cb11305756k (data)
- Gemeinsame Normdatei: 1043694935
- International Standard Name Identifier: 0000 0000 6122 5618
- Istituto Centrale per il Catalogo Unico: CUBV040479
- SNAC: w6cn9xf6
- Système universitaire de documentation: 144841169
- Virtual International Authority File: 9840153
- WorldCat: E39PBJdGHj6fYwRFhwJjGjG8md